# Szczur (producent muzyczny)
Szczur, właściwie Michał Jurek (ur. 1983 w Warszawie), znany również jako Bit Morderca – polski producent muzyczny i inżynier dźwięku. Wykładowca Polskiego Instytutu Edukacji Audio - SWAM Institute w Warszawie z zakresu produkcji muzyki hip-hopowej. Członek zespołu Official Vandal, związany także z kolektywem JWP. Współtworzy ponadto duet wraz ze znanym z występów w zespole Molesta Ewenement DJ-em. B. Produkował ponadto beaty m.in. dla takich wykonawców jak: Hemp Gru, Ten Typ Mes, Flint, THS Klika, Fundacja nr 1, W.E.N.A., czy Chada.

## Dyskografia
Albumy
| Zaraza (oraz DJ. B)                                            | - Data: 1 listopada 2013 - Wydawca: Step Records   | – |
| Szlagier (oraz Pono, Ero i HZD Hazzidy)                        | - Data: 19 maja 2017 - Wydawca: District Area      | 4 |
| To wydarzyło się naprawdę oprócz tego co zmyśliłem (oraz Kosi) | - Data: 12 maja 2023 - Wydawca: Def Jam Recordings | 2 |
| "–" album nie był notowany.                                    |                                                    |   |

Kompilacje różnych wykonawców
| Album           | Rok  | Utwór                           | Źródło |
| --------------- | ---- | ------------------------------- | ------ |
| Legalnie W 2012 | 2012 | Szczur - "Storytellingowy mrok" | [ 15 ] |

Występy gościnne
| Album                                 | Rok  | Utwór | Źródło |
| ------------------------------------- | ---- | --- | ------ |
| Hazzidy - Historie z dna              | 2012 | "Intro" (gościnnie: Wilku, Ero, Jasiek MBH, Onar, Siwers, Tomiko, Kosi, Szczur, Szwed SWD, Radek O., Wrotas, DJ Steez, DJ Deszczu Strugi) | [ 16 ] |
| Polska Wersja - Powrót do przeszłości | 2013 | "Popatrz w lustro" (gościnnie: Szczur) | [ 17 ] |

## Teledyski
| Tytuł                                                 | Rok  | Reżyseria/Realizacja        | Album  | Źródło |
| ----------------------------------------------------- | ---- | --------------------------- | ------ | ------ |
| "Dom zły" (oraz DJ. B; gościnnie: Sokół, Pezet, Juas) | 2013 | Krzysztof Kiziewicz         | Zaraza | [ 18 ] |
| "Śmierć kliniczna" (oraz DJ. B; gościnnie: Medium)    | 2013 | Smoła Studio                | Zaraza | [ 19 ] |
| "Chore miasto" (oraz DJ. B; gościnnie: Hades)         | 2013 | Evil Eye Studio, M.L. Filmz | Zaraza | [ 20 ] |
| "Świt" (oraz DJ. B; gościnnie: VNM, W.E.N.A.)         | 2013 | Filmotion                   | Zaraza | [ 21 ] |
| "Jak sen" (oraz DJ. B; gościnnie: Małpa)              | 2013 | Filmotion                   | Zaraza | [ 22 ] |